# Pantoporia disjuncta
Pantoporia disjuncta är en fjärilsart som beskrevs av John Henry Leech 1890. Pantoporia disjuncta ingår i släktet Pantoporia och familjen praktfjärilar. Inga underarter finns listade i Catalogue of Life.